# 李白 (1910年)

李白

李白（1910年5月—1949年5月7日），原名李华初，亦曾用名李朴、李霞、李静安等，湖南浏阳人，第二次国共内战中中国共产党潛伏在國民政府控制的上海的地下特工，在中国人民解放军占领上海前夕被國民政府逮捕處決，被中国共产党认定为革命烈士。

## 生平
李白出生于贫苦农家，从小失学，1925年加入中国共产党，1930年加入中国工农红军红一军团。1931年6月，进入瑞金红军通信学校（今西安电子科技大学）第二期电讯班学习无线电，毕业后分配到红五军团任电台台长兼政治委员，1934年参加了长征。 

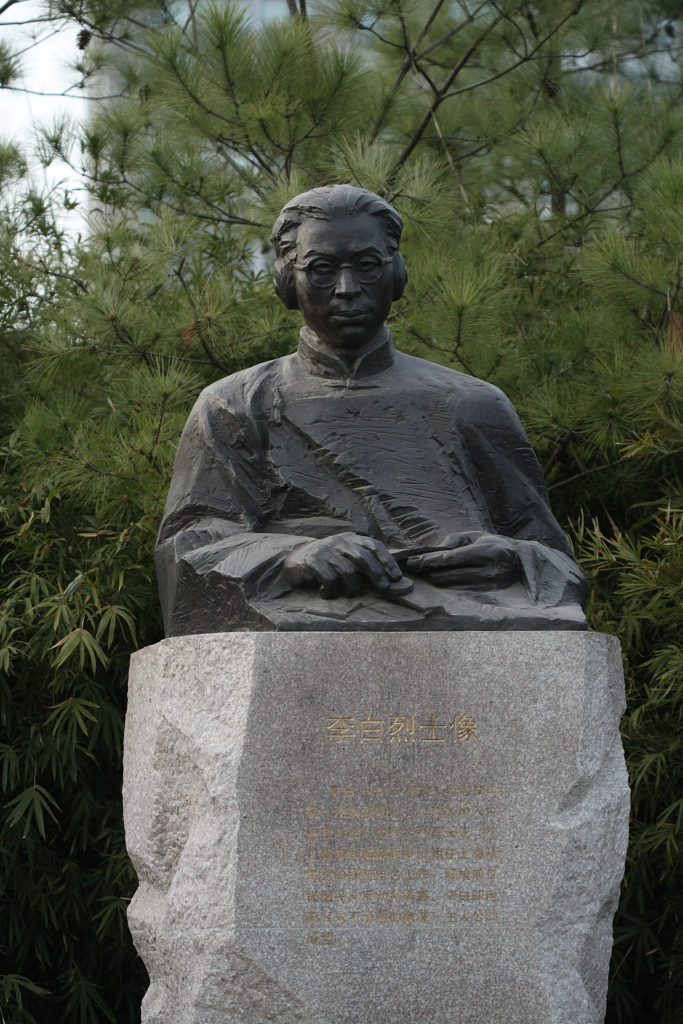
位於上海浦東新區世紀公園裡的李白塑像

抗日战争爆发后，李白于1937年10月赴上海负责中国共产党秘密电台工作。1939年，按照共产党的要求同裘慧英结婚，在上海由师父涂作潮指导。1942年9月15日，李白的秘密电台被日本占领机关破获，李白夫妇被捕，涂作潮、龚饮冰和王一知夫妇紧急撤离。龚、王夫妇临行前指示具体负责照应李白等人生活的季建石（化名）全力营救李白出狱。经“老太爷”张唯一批准，请化名张建良的华克之劝说季建石的姨夫任庵（化名，即張百熙次子張子羽）出面营救。任庵是国民党的元老，第三战区司令长官顾祝同与大汉奸周佛海之间的战略联络人。任庵向周佛海说李白是自己与重庆方面联系的报务员，之所以要这样说，因为当时日军与汪伪方面正在寻求与国民政府谈判。周佛海向日方保释后，李白在被捕十个月于1943年6月被保释出狱。出狱后的李白告诉裘慧英，敌人把他当作重庆分子释放了。据裘慧英的口述回忆，她在被捕的“一个月后，敌人没有得到什么口供，只好先把我释放了。”出狱后，许彦飞出资在慕尔鸣路（今茂名北路）141号开设一家良友糖果商店，李白夫妇担任店员。李白、裘慧英、季建石三人组成小组，经张唯一同意，组织关系转潘汉年系。國民政府看中了李白的电讯技术，将其招入位于浙江淳安的国民政府军事委员会国际问题研究所前哨据点做报务员。“1943年底，李白同志曾被组织上派往浙江（淳安）工作过一段时间，后又调到江西（第三战区），直至1945年日寇投降后，才回到上海。公开职业是善后救济总署渔业管理处的电器修理工。”。 
第二次国共内战期间，李白向共产党方面发出了大量有价值的信息。1948年12月29日，李白获得了国军长江防线的绝密情报，30日凌晨，淞沪警备司令部督察处电讯监察科（电监科）采用在上海分区停电的方法，侦察到秘密电台的位置。在特务的包围中，李白镇定发完电报，销毁密码，于1时50分发出最后一句电文“等一等……再见”，随后被捕。李白的上线领导刘人寿通过备用潜伏台上报告了李白电台被敌人侦破，停止使用。按潘汉年指示，刘人寿和机要译电员搭船经福建去香港，担任机要交通员的妻子飞赴香港。
1949年5月7日，蒋介石亲批“坚不透实，处以极刑”，李白于深夜被军统局局长毛人凤秘密处决于浦东杨思戚家庙北侧100米。
李白被处决的二十天后，中国人民解放军占领上海。1949年6月20日，上海市公安局调查组在当地村民的帮助下，在浦东戚家庙的一条沟壑中挖出十二具遗体，后经有关部门寻访查明与李白、秦鸿钧、张困斋三烈士一同就义的其他九人：郑显芝、周宝训、焦伯荣、严庚初、吕飞巡、黄秉乾、赵寿先（存疑）、杨竹泉和朱聚生。1949年8月28日，上海市人民政府、市总工会以及各界代表1000多人在交通大学文治堂，为李白、秦鸿钧、张困斋三烈士举行了庄严的追悼大会。
其后，中华人民共和国政府对逮捕、审讯李白的相关人员进行追查。相关人员陆续被捕。1950年9月18日，逮捕李白的电监科中校督察叶丹秋在苏州游马坡巷被捕。1951年1月31日，上海市人民法院判处叶丹秋死刑，其他人员分别判处徒刑。
李白的骨灰先後遷至虹橋公墓和龍華烈士陵園。

## 纪念
后经李克农提议，八一电影制片厂以李白为原型，参考秦鸿钧、张困斋等烈士和诸多秘密电台无名英雄的事迹，开始拍摄电影《永不消逝的电波》。“拍摄这部影片时，制片厂请钟韵（沈志诚）去当了顾问。”
北京邮电大学中竖有他的雕像。
部分遗物陈列于中国革命博物馆。
他被執行死刑的地點，現位於上海浦東新區世紀公園內，立有他的半身塑像。